# Luigi Meschieri
Luigi Meschieri (Bologna, 30 gennaio 1919 – Roma, 18 ottobre 1985) è stato uno psicologo italiano.

## Biografia
Figlio di Americo Meschieri, impiegato dell'Azienda autonoma delle Ferrovie dello Stato, e della casalinga Maria Pozzati, fu nipote dei pittori Mario e Severo Pozzati e cugino del pittore Concetto Pozzati. Ottenuta la maturità scientifica a Roma, si interessò dei temi medico-psicologici grazie ad Agostino Gemelli; studiò medicina e chirurgia all'Università degli Studi di Roma "La Sapienza", laureandosi con lode nel 1942 con una tesi dal titolo Contributo allo studio della coordinazione visuo-motoria e dell'apprendimento psicomotorio e specializzandosi nel 1944 in medicina del lavoro con la tesi Su un nuovo reattivo per l'esame della capacità di prestazione multipla; in ambo i casi sotto la supervisione di Ferruccio Banissoni. Sposatosi il 1º agosto 1945 con la ricercatrice Maria Violetta Belcecchi, divenne in quello stesso anno assistente volontario alla cattedra di medicina preventiva dei lavoratori e psicotecnica fino al 1947, quando vinse una borsa di studio all'interno del programma Fulbright per partecipare per due mesi alle lezioni di Margaret Mead a Salisburgo. Nel 1948 fu designato assistente volontario presso l'Istituto di medicina legale e assistente di ruolo, nonché dirigente del laboratorio, di psicologia a Roma.
Conseguita nel 1950 la libera docenza in psicologia, nel 1953 divenne — dopo esservi entrato nel 1941 come ricercatore fuori ruolo — vicedirettore dell'Istituto di psicologia del Consiglio Nazionale delle Ricerche (CNR), per il quale svolse ricerche in campo applicativo su richiesta di enti e istituzioni che si trovavano ad affrontare le difficoltà della ricostruzione post-bellica; nel 1955 in qualità di professore invitato trascorse sei mesi in varie università statunitensi. Dal 1956 al 1958 fu docente di psicologia giudiziaria alla Scuola ufficiali carabinieri. Nel 1957 vinse il concorso alla cattedra di psicologia e nel 1959 venne chiamato come professore straordinario all'Università degli Studi di Urbino. Nell'agosto 1960 divenne direttore dell'Istituto di psicologia del CNR, carica che mantenne fino al marzo del 1969, quando rassegnò le proprie dimissioni al presidente del CNR Vincenzo Caglioti; sempre nel 1960 fu eletto preside della Facoltà di magistero di Urbino, di cui divenne professore ordinario a partire dal 1962. Come preside di facoltà, venne rieletto altre due volte fino al 1974, da quando insegnò, fino alla sua morte, nella Facoltà di lettere e filosofia dell'Università di Roma. Dal 1973 al 1975 divenne l'undicesimo presidente della Società italiana di psicologia (SIPs).
Dopo la morte della moglie, avvenuta il 22 settembre 1979, si sposò in seconde nozze con la polacca Ewa Kowalczyk; ebbe un legame di stretta amicizia con il collega e senatore Adriano Ossicini.

## Opere
- Luigi Meschieri, Come nascono le sciocchezze, Roma, OET, 1944.
- Luigi Meschieri, Corso di psicologia differenziale e applicata, Roma, La Goliardica, 1954.
- Luigi Meschieri, Caratteristiche, problemi e risultati dell'orientamento professionale con particolare riguardo alla situazione italiana, Roma, Atena, 1960.
- Luigi Meschieri, Corso di psicologia per il servizio sociale, Roma, 1965.
- Luigi Meschieri e Lucio De Jorio, Psicologia ed educazione. Il processo di apprendimento, Teramo, EIT, 1971.
- Luigi Meschieri e Enrico Stellato, Manuale del "Survey of Interpersonal Values (SIV)" di L.V. Gordon, Firenze, 1971.